# Upplands runinskrifter 624
Upplands runinskrifter 624 är en vikingatida runsten av gnejs i Ullvi (Toresta), Bro socken och Upplands-Bro kommun. Runstenen är 2,4 meter hög och 1,4 meter bred. Runhöjden är 7-11 centimeter. Stenen har någon gång före 1860 blivit flyttad från sin ursprungliga plats på ett gärde i närheten.

## Inskriften
Translitterering av runraden:
+ suain + auk + biarn × auk × ikulfastr × litu × raisa × stin × eftiʀ × ikul × faþur × sin ×
Normalisering till runsvenska:
Svæinn ok Biorn ok Igulfastr letu ræisa stæin æftiʀ Igul, faður sinn.
Översättning till nusvenska:
Sven och Björn och Igulfast lät resa stenen efter Igul, sin fader.